# Марк Костабі
Марк Костабі (англ. Mark Kostabi, ім'я при народженні — Калев Марк Костабі (англ. Kalev Mark Kostabi); народився 27 листопада 1960, Лос-Анджелес, штат Каліфорнія, США) — відомий американський художник і композитор.
Марк Костабі народився в Лос-Анджелесі 27 листопада 1960 року в сім'ї іммігрантів з Естонії Калйо і Ріти Костабі. Ранні роки проходили у Віттіері, Каліфорнія, де він вивчав малювання і живопис в Університеті штату Каліфорнія, Фуллертон. У 1982 році він переїхав до Нью-Йорку і 1984 став помітною фігурою в арт-сцені Іст-Вілліджа.